# 灵江
灵江，是一条中华人民共和国浙江省台州市独流入海的河流，下游匯集支流永寧江後又稱椒江，是浙江第三大水系。灵江发源于浙江省仙居与缙云交界处的天堂尖，干流自仙居县天堂尖曲折向东至椒江牛头山颈入海，全长197.7公里，江水浑浊夹有较多泥砂，沿途有永宁江、永安溪、始丰溪等干支流。出海口两山夹峙，形似天然关隘，称海门，为浙江东南海防要塞、对外开放之门户。
灵江干流为永安溪，永安溪长度141.3公里，流域面积为2704平方公里。灵江主要支流始丰溪发源于大盘山主峰，长度134.2公里，流域面积1609.4平方公里。永安溪和始丰溪汇合后称灵江，灵江长度本流44.7公里，流域面积为1058平方公里。
在20世纪九十年代前，灵江的海洋生物资源非常丰富，灵江北岸的横山前村有一大批渔民，村中有一半家庭造有小鱼船，一年四季有不同的鱼类，春有刀鱼（身体侧扁，长约十厘米，银白色。生活在海洋中，春季或初夏到河中产卵，俗称“凤尾鱼”），夏有虾，秋有大闸蟹，冬有鳗苗。进入21世纪后灵江两岸出现较多化工厂，水资源受到严重影响，江中的鱼虾基本灭绝，泥砂冲积较多。在渔业资源缺乏后，灵江两岸建起十多家规模较大的造船厂，能打造上万吨级的各类货船、客船，比较有名的有枫叶造船厂、回浦造船厂。

## 災害
2019年8月，受颱風利奇馬影響，靈江遭遇80年一遇的一洪水，導致臨海市嚴重水浸。